# Scrobigera umbrosa
Scrobigera umbrosa là một loài bướm đêm trong họ Noctuidae.